# Welt-Lepra-Tag
Der Welt-Lepra-Tag ist ein internationaler Gedenk- und Aktionstag, welcher jährlich am letzten Sonntag im Januar begangen wird.

## Geschichte
Der Welt-Lepra-Tag wurde 1954 von dem Franzosen Raoul Follereau, „Apostel der Leprakranken“ eingeführt. Er wollte damit auf die Not der Betroffenen aufmerksam machen. Damals zählte die WHO ca. 15 Millionen Leprakranke weltweit, eine Heilung war nicht möglich.
Heute ist Lepra im frühen Stadium heilbar, aber noch immer nicht ausgerottet. Jährlich erkranken über 200.000 Menschen daran. Die Bedeutung des Welt-Lepra-Tages ist daher immer noch aktuell und inzwischen eine feste Institution in etwa 130 Ländern der Welt.

## Aktivitäten
Weltweit engagieren sich an diesem Tag zahlreiche religiöse und weltliche Organisationen um über Lepra aufzuklären, Spendengelder zu sammeln und den Betroffenen zu helfen. In Deutschland ruft unter anderem der Deutsche Lepra- und Tuberkulosehilfe e.V. (DAHW) zur Unterstützung auf.

## Datum
Raoul Follereau hat den letzten Sonntag im Januar zur Erinnerung an den Todestag von Mahatma Gandhi gewählt, der sich unter anderem für Leprakranke engagiert hat.